# Farida Kyakutewa
Farida Kyakutewa (sinh ngày 6 tháng 6 năm 1962) là một vận động viên chạy nước rút ở Uganda. Bà đã thi đấu ở nội dung 100 mét nữ tại Thế vận hội Mùa hè 1988. Kyakutewa đã giành được huy chương đồng trong cuộc tiếp sức 4 x 100 mét tại Đại hội Thể thao toàn châu Phi năm 1987.